# Bruno Bauch
Bruno Bauch (Landkreis Münsterberg, 18 gennaio 1877 – Jena, 27 febbraio 1942) è stato un filosofo tedesco.
Fu un rappresentante della scuola tedesca sud-occidentale del neokantismo. Bauch fu influenzato dai suoi maestri Heinrich Rickert, Kuno Fischer e Wilhelm Windelband nello spirito di Rudolf Hermann Lotze. tuttavia, dopo la Prima guerra mondiale, si impegnò sempre più per costruire una "filosofia tedesca" nazionalista e antiebraica.

## Biografia
Bruno Bauch nacque a Groß-Nossen (Slesia) come unico figlio del proprietario terriero slesiano Bruno Oskar Joseph Bauch e di sua moglie Pauline Karoline (nata Schön). Una sorella era morta prima della sua nascita. 
Le sue esperienze nella scuola del villaggio e con i bambini della classe operaia nella tenuta del padre plasmarono i suoi primi anni di vita. La vita in campagna e la vicinanza agli animali lo portarono a interessarsi in seguito alla zoologia, che fu una delle sue materie di studio. Il padre incoraggiò il suo interesse per la matematica rilevando boschi e terreni agricoli nel corso della manutenzione della tenuta.
Bauch frequentò la scuola elementare dal 1884 e il ginnasio dal 1887. La morte della madre, avvenuta all'età di dodici anni, rappresentò un punto di svolta nella sua vita. Alla scuola superiore si interessò a David Hume, Immanuel Kant e Platone, di cui studiò alcune opere nel tempo libero.
Studia all'Università di Friburgo in Brisgovia, dove durante il primo semestre chiese di essere ammesso al seminario di Heinrich Rickert sulla Critica del giudizio di Kant. Fu accettato anche dalla famiglia di Rickert.
Oltre alla filosofia, frequentò anche lezioni di matematica e scienze. Dopo tre semestri a Friburgo in Brisgovia, su consiglio di Rickert si trasferì all'Università imperiale di Strasburgo, dove continuò gli studi filosofici e matematici e scientifici sotto la guida di Wilhelm Windelband. Dopo avervi trascorso quattro semestri, si trasferì all'Università di Heidelberg. Nel 1901 tornò infine a Friburgo per completare il dottorato. La sua dissertazione fu pubblicata nel 1902 con il titolo Glückseligkeit und Persönlichkeit in der kritischen Ethik (Beatitudine e personalità nell'etica critica).
Nel 1902, Bruno Bauch si recò a Berlino, dove si occupò di arte e cultura. 
Durante questo periodo, si interessò alla vicinanza a Lutero delle idee fondamentali di Kant sull'etica e sulla filosofia della religione. Inviò questo lavoro sotto forma di manoscritto intitolato Luther und Kant a Hans Vaihinger per la pubblicazione nella rivista Kant-Studien. Quest'ultimo offrì a Bauch l'opportunità di collaborare come redattore e di conseguire la relativa abilitazione all'Università di Halle. Nel semestre invernale del 1903/04 divenne docente privato in questo ateneo. Nel 1911 pubblicò Immanuel Kant per la Collezione Göschen.
Bauch fu nominato professore ordinario all'Università di Jena nel 1911, succedendo a Otto Liebmann. Qui strinse amicizia con Gottlob Frege e collaborò con il filosofo neokantiano del linguaggio Richard Hönigswald. Continuò a curare i Kant-Studien a Jena, aiutando l'Accademia Reale Prussiana delle Scienze a pubblicare l'edizione delle opere di Kant. Nel 1916 fu costretto a dimettersi dopo aver pubblicato un articolo antisemita su un tabloid nazionalista di destra, che provocò una tempesta di polemiche all'interno della Società Kant. Molti neokantiani, tra cui il successivo collega di Bauch, Hönigswald, erano ebrei e molti erano socialdemocratici.
Nel 1917/18 fondò a Weimar la Deutsche Philosophische Gesellschaft (Società filosofica tedesca) con Max Wundt, Hermann Schwarz e altri, in opposizione ai Kant-Studien. Nel 1921, Rudolf Carnap, in seguito uno dei più importanti capiscuola del Circolo di Vienna, completò il suo dottorato sotto la sua supervisione. Nel 1922, Bruno Bauch fu nominato rettore dell'Università di Jena. Estremista di destra, si sforzò di affermare le idee völkisch e divenne membro del Deutschbund nel 1926.
Dopo l'ascesa al potere di Adolf Hitler, Bauch fu cofirmatario di un appello pubblicato sul Völkischer Beobachter il 3 marzo 1933 per votare per il NSDAP alle elezioni del Reichstag del 5 marzo 1933, appello che fu una dichiarazione di 300 docenti universitari a favore di Adolf Hitler. Nel 1934 divenne membro del Nationalsozialistische Volkswohlfahrt, un'organizzazione di massa del NSDAP, e nel 1935 membro del Reichsluftschutzbund. Tuttavia, non ebbe più particolare successo.
Bruno Bauch morì a Jena il 27 febbraio 1942, all'età di 65 anni.

## Filosofia
Bauch viene classificato come appartenente ai neokantiani della Scuola tedesca del Sud-Ovest (Scuola di Baden), i cui principali rappresentanti Wilhelm Windelband e Heinrich Rickert esercitarono una forte influenza su Bruno Bauch come maestri. 
Anche Otto Liebmann, predecessore di Bruno Bauch a Jena, era uno di loro. A differenza della Scuola di Marburgo, i neokantiani di Baden erano più interessati alla filosofia pratica che alla filosofia della scienza. Enfatizzavano la distinzione tra fatto e valore e cercavano di utilizzare il concetto di "valore" per scopi epistemologici e ontologici. Ad esempio, dire che una frase è "vera" è talvolta equiparato a dire che "richiede assenso" (cioè, che dovrebbe essere creduta). Bauch, tuttavia, era un rampollo piuttosto eterodosso della Scuola di Baden, tanto che alcuni commentatori lo considerano un rappresentante di una varietà distinta di neokantismo. Se Bauch condivideva l'interesse per la teoria del valore,  per la filosofia della matematica e della logica nutriva un interesse molto più vivo di quanto fosse comune tra i neokantiani di Baden. A differenza di Rickert, egli simpatizzava con il logicismo di Gottlob Frege (che Rickert aveva rifiutato per la tesi kantiana secondo cui la logica era analitica e la matematica sintetica) ed era conciliante nei confronti della fede dei neokantiani di Marburgo nell'unità della logica e della matematica.
I curatori dei Kant-Studien, Alois Riehl e Hans Vaihinger, valutarono Bauch come seguace di Kant in una perizia in occasione della sua tesi di abilitazione, che trattava del rapporto tra Lutero e Kant, e quindi accettarono volentieri Bauch nella cerchia dell'Università di Halle.
A differenza del suo maestro Rickert, Bauch, senza dubbio influenzato dal periodo di insegnamento trascorso con Gottlob Frege a Jena, adottò l'argomentazione logica di quest'ultimo.

### Il criticismo come corrente del neokantismo
Bauch si presenta come un neo-kantiano che, come descrive nel suo libro su Kant, "pone lo spirito kantiano al di sopra della lettera kantiana", cioè non segue alla lettera gli enunciati, ma tenta di criticare e cercare nuove idee laddove Kant, a suo avviso, non ha proceduto in modo coerente.
Questo è esemplificato nella discussione sull'imperativo categorico. Bauch sottolinea che l'imperativo categorico, per essere considerato un principio di comportamento veramente morale, richiede la giustificazione di questa azione morale concreta e considera la soluzione di questo problema come il compito più importante dell'etica del suo tempo.

### Filosofia dei valori
La filosofia dei valori sostenuta dalla Scuola di Baden parte dal presupposto che tutto ciò che è condizionato dalla natura (cioè può essere spiegato da leggi naturali) è privo di valori e che i valori sono creati solo dalla cultura storica che li stabilisce.
Bauch teorizza che verità, valore e realtà devono essere sintetizzati come un'unica questione.
La verità determina il rapporto tra realtà e valore. Ogni cognizione è sia cognizione di verità che cognizione di oggetti; quindi la cognizione di oggetti reali è sempre connessa alla cognizione di verità: verità e realtà non possono esistere indipendentemente l'una dall'altra:
Egli distingue tra vita spirituale e vita meramente biologica:
Bruno Bauch spiega il valore della verità nel contesto della vita biologica come uno strumento e un mezzo per familiarizzare con l'"orientamento nell'esistenza", cioè come un prerequisito per poter partecipare alla vita culturale.
Bauch interpreta la questione centrale del criticismo (le domande di Kant sulle condizioni di possibilità di conoscenza) non in relazione alla natura o allo spirito, ma alla cultura. Per lui, la conoscenza ultima è possibile solo con la critica del giudizio. Da questa prospettiva, i risultati delle scienze possono essere spiegati come conoscenza "pura" e come contenuto centrale della cultura.
In questo modo, Bauch prosegue il programma di filosofia della cultura tracciato dai suoi maestri, ma prende anche posizione contro il neokantismo di Windelband, Rickert e Lask con affermazioni radicali. Secondo Bauch, la realtà non può essere intesa come un compito: la realtà come dovere non ha senso, perché è già reale in quanto realtà. Ma se la realtà non può essere intesa come un dovere, allora non può essere un valore, come la verità, la bellezza, ecc.
Il valore della realtà risiede quindi esclusivamente nella vera conoscenza, nel comportamento veramente morale, nella vera arte. Bauch analizza questa giustificazione della sua teoria del valore in relazione ad ambiti culturali come l'economia, il diritto, l'istruzione, l'educazione, l'arte e la religione.
Ne consegue il suo impegno nelle questioni politiche, in particolare nella politica educativa e nelle questioni educative (comunicazione consapevole degli aspetti valoriali).
Nel suo saggio Über die philosophische Stellung der Pädagogik im System der Wissenschaften, pubblicato nella Vierteljahresschrift für philosophische Pädagogik (1917), Bauch afferma che per lui il dovere dell'educazione consiste nel rafforzare ed educare la soggettività in modo tale che essa sia in grado di essere educata secondo valori oggettivi "sovraindividuali" e di entrare in relazione con questi valori. Ne consegue che l'individualità del singolo può essere pensata solo in relazione alla comunità e quindi si può vedere un legame indissolubile tra individualità e dovere comunitario (adempimento) nel senso dell'imperativo categorico di Kant.

## Posizioni politiche
La conferenza del 1916 Vom Begriff der Nation: Ein Kapitel zu Geschichtsphilosophie (Sul concetto di nazione: un capitolo sulla filosofia della storia ) suscitò critiche veementi da parte dei neokantiani e della Kant-Gesellschaft in particolare. Nella conferenza, egli sosteneva un concetto di nazione legato alla discendenza:
Bauch alla fine lasciò la società fondata da Hans Vaihinger poiché non abbandonò le sue posizioni né accettò un confronto con gli altri membri. Con la fondazione della Deutschen Philosophischen Gesellschaft a Weimar, Bauch perseguì l'obbiettivo di sviluppare e sottolineare il carattere "tedesco" della filosofia.
Bauch si schierò a favore della guerra pronunciando nel giorno della fondazione del Reich, il dicosrso Geist von Potsdam und der Geist von Weimar (1926). Fu uno dei confidenti del NSDAP all'Università di Jena, pur non essendo membro del partito, ma solo delle organizzazioni di massa nazionalsocialiste.

## Accoglienza nel senso di una filosofia nazionalista "tedesca"
Secondo Erich Keller (1928), Bauch vede lo scopo più alto dell'esistenza umana nella realizzazione dei valori spirituali personali e nella loro rappresentazione nella realtà. Ciò avviene nel quadro della comunità (nazione). Per poter realizzare questi compiti, l'individuo ha bisogno di libertà. Da ciò deriva il diritto alla libertà di adempiere ai compiti dell'individuo.
Quindi, la libertà dell'individuo consiste nell'usare questo diritto per adempiere ai doveri verso la comunità (nazione). Per garantire questo diritto, è necessario lo Stato, dotato del potere necessario al servizio di valori superiori.
Erich Keller scrisse in seguito, durante l'epoca nazionalsocialista:
e sottolineò subito che ciò può essere costruito solo a partire dalle parole di Bauch.

## Libri e scritti

### Selezione di opere
- Glückseligkeit und Persönlichkeit in der kritischen Ethik, Stuttgart: Frommann 1902
- Luther und Kant, Berlin: Reuther & Reichard 1904
- Geschichte der neueren Philosophie bis Kant, Berlin und Leipzig: J. G. Göschen 1908
- Immanuel Kant (Sammlung Göschen), Berlin und Leipzig : Göschen 1911
- Studien zur Philosophie der exakten Wissenschaften, Heidelberg: Carl Winter 1911
- Vom Begriff der Nation, Berlin: Reuther & Reichard 1916
- Fichte und der deutsche Gedanke, Hamburg: Dt.-Nat. Verlags-Anstalt 1917
- Jena und die Philosophie des deutschen Idealismus, Jena: G. Fischer 1922
- Wahrheit, Wert und Wirklichkeit, Leipzig: F. Meiner 1923
- Fichte und der deutsche Staatsgedanke, Langensalza: Beyer & Söhne 1925
- Die Idee, Leipzig: E. Reinicke 1926
- Der Geist von Potsdam und der Geist von Weimar, Jena: G. Fischer 1926
- Philosophie des Lebens und Philosophie der Werte, Langensalza: Beyer & Söhne 1927
- Goethe und die Philosophie, Tübingen: J.C.B. Mohr 1928
- Kultur und Nation, Langensalza: Beyer & Söhne 1929
- Die erzieherische Bedeutung der Kulturgüter, Leipzig: Quelle & Meyer 1929
- Grundzüge der Ethik, Stuttgart: Kohlhammer 1935

### Pubblicati in riviste e antologie
- Das Wesen des Genies nach der Auffassung Kants und Schillers, (Nord und Süd 1902)
- Über Goethes philosophischen Weltanschauung, (preußische Jahrbücher 1904)
- Sittlichkeit und Kultur, (Zeitschrift für Philosophie und philosophische Kritik 1904)
- Ethik, (Festschrift für Kuno Fischer 1904)
- Kant und unsere Dichterfürsten, (Beilage Allg. Zeitung 1904)
- Die Persönlichkeit Kants, (Kant Studien 1904)
- Schiller und die Idee der Freiheit, (Kant Studien 1905)
- Fichtes Auffassung von Akademischer Freiheit, (Grenzboten 1905)
- Die Diskussion eines modernen Problems in der antiken Philosophie (Logos 1914)
- Idealismus und Realismus in der Sphäre des philosophischen Kritizismus, (Kant Studien 1914)
- Der Krieg und der Kampf ums Dasein, (Preußische Jahrbücher 1915)
- Praktische Philosophie und praktisches Leben, (Kant Studien 1916)
- Unser philosophisches Interesse an Luther, (Zeitschrift für Philosophie und philosophische Kritik 1917)
- Luthers Tat im deutschen Geistesleben, (Deutsches Volkstum 1917)
- Friedrich Nietzsche und der deutsche Idealismus (Panther 1917)
- Über die Stellung der Pädagogik im System der Wissenschaften, (Vierteljahresschrift für philosophische Pädagogik 1917)
- Lotzes Logik und ihre Bedeutung im deutschen Idealismus, (Beiträge zur Philosophie des deutschen Idealismus 1918)
- Wahrheit und Richtigkeit. Ein Beitrag zur Erkenntnislehre, (Festschrift für Johannes Volkelt 1918)
- Das Rechtsproblem in der Kantischen Philosophie (Zeitschrift für Rechtsphilosophie 1920)
- Ethik, (Kultur der Gegenwart. Systematische Philosophie 3. Aufl. 1921)
- Von der Sendung des deutschen Geistes, (Deutschlands Erneuerung 1922)
- Das transzendentale Subjekt, (Logos 1923)
- Zum Problem der Philosophie der Geschichte der Philosophie, (Festschrift für Paul Hensel 1924)
- The Development of Ethical Problems in German Thought since the War, (international Journal of Ethics 1926)
- Die Dialektik in dem Verhältnis von Krieg und Frieden bei Kant (Archiv für Rechts- und Wirtschaftsphilosophie 1926)
- Logos und Psyche (Logos 1926).